# Cóc mày Botsford
Cóc mày Botsford (tên khoa học: Leptolalax botsfordi) là một loài cóc mày trong họ Megophryidae. Nó được các nhà khoa học thuộc Bảo tàng Thiên nhiên Việt Nam và Bảo tàng Australia đã tìm thấy ở vườn quốc gia Hoàng Liên Việt Nam.
Loài này được gọi là cóc mày Botsford theo tên của nhà khoa học Christopher Botsford.